# Bonte mantel
De bonte mantel (Mimachlamys varia; veel gebruikt synoniem: Chlamys varia) is een in zee levend tweekleppig weekdier behorend tot de familie Pectinidae.

## Beschrijving

### Schelpkenmerken
De soort lijkt op de wijde mantel, maar is wat dunschaliger en platter. De oortjes naast de top zijn ongelijk van vorm: een van beide steekt veel verder uit dan het andere. De 22 tot 35 ribben zijn breder dan de tussenruimten. Verse exemplaren hebben uitsteeksels of dorentjes op de ribben. Deze slijten echter snel af.

### Grootte
Lengte tot 60 millimeter, hoogte tot 70 mm maar meestal kleiner.

### Kleur
Verse exemplaren zijn geelwit tot paarsroze van kleur en hebben onregelmatige vlekken. Strandmateriaal is bijna altijd blauwgrijs of bruin verkleurd.
Rechter en linker Klep van hetzelfde dier:

Rechter klep
Linker klep

### Voorkomen

Rechter klep uit het Plioceen van Italië

Op Nederlandse en Belgische stranden zijn nu en dan losse kleppen en fragmenten te vinden in de vloedlijn en in schelpenbanken. Dit materiaal is bijna altijd van fossiele herkomst

### Fossiel voorkomen
De soort is in Nederland en België bekend uit het Eemien.